# Audigny
Audigny ist eine französische Gemeinde mit 282 Einwohnern (Stand: 1. Januar 2022) im Département Aisne in der Region Hauts-de-France. Sie gehört zum Arrondissement Vervins, zum Kanton Guise und zum Kommunalverband Thiérache Sambre et Oise.

## Geografie
Die Gemeinde Audigny liegt in der Landschaft Thiérache, 27 Kilometer östlich von Saint-Quentin. Umgeben wird Audigny von den Nachbargemeinden Guise im Norden, Flavigny-le-Grand-et-Beaurain im Osten, Puisieux-et-Clanlieu im Südosten und Süden, Landifay-et-Bertaignemont im Südwesten und Macquigny im Westen.

## Bevölkerungsentwicklung
| Jahr                       | 1962 | 1968 | 1975 | 1982 | 1990 | 1999 | 2006 | 2014 | 2021 |
| Einwohner                  | 359  | 326  | 224  | 193  | 214  | 207  | 240  | 284  | 281  |
| Quellen: Cassini und INSEE |      |      |      |      |      |      |      |      |      |

## Sehenswürdigkeiten

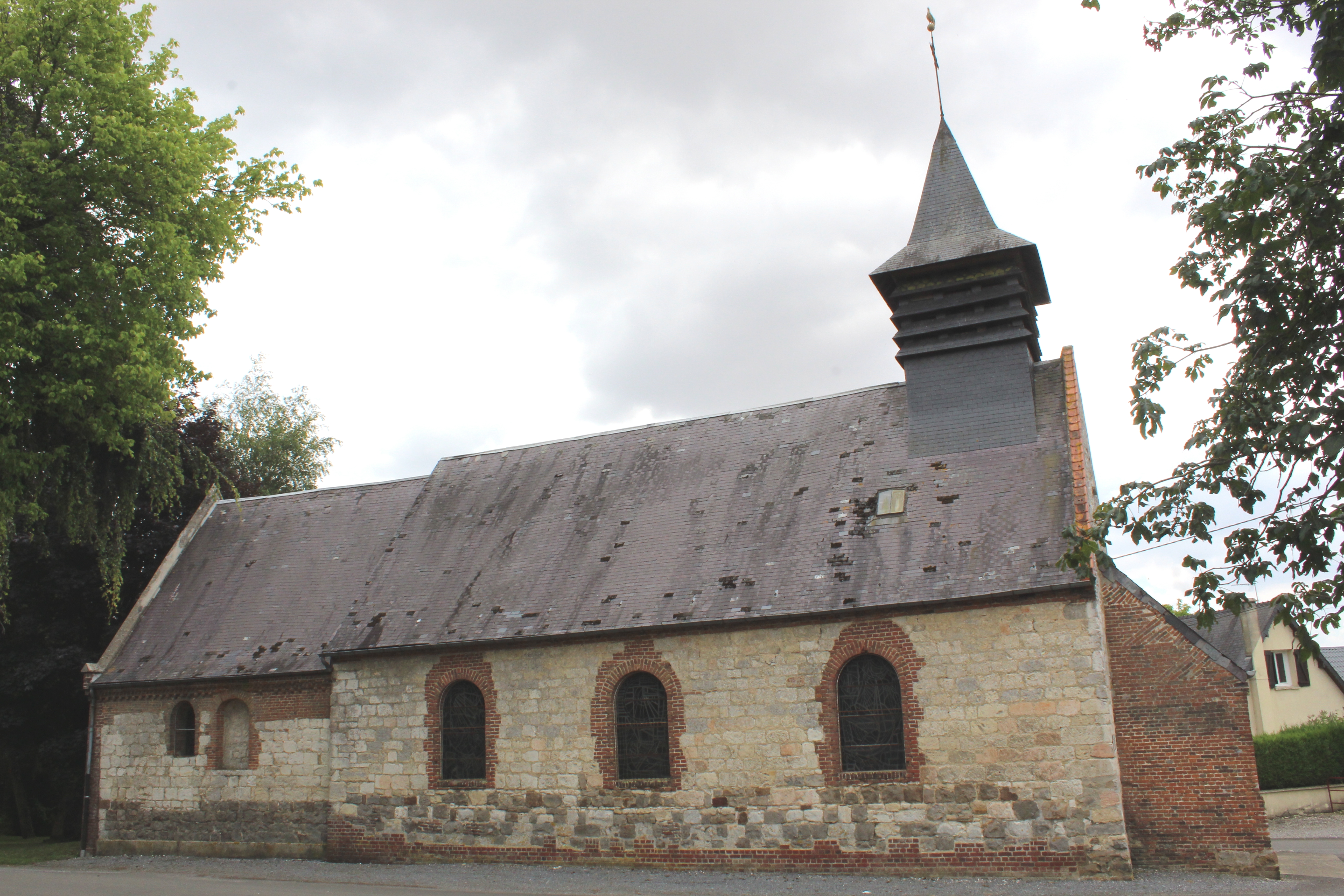
Kirche Saint-Pierre-Saint-Paul
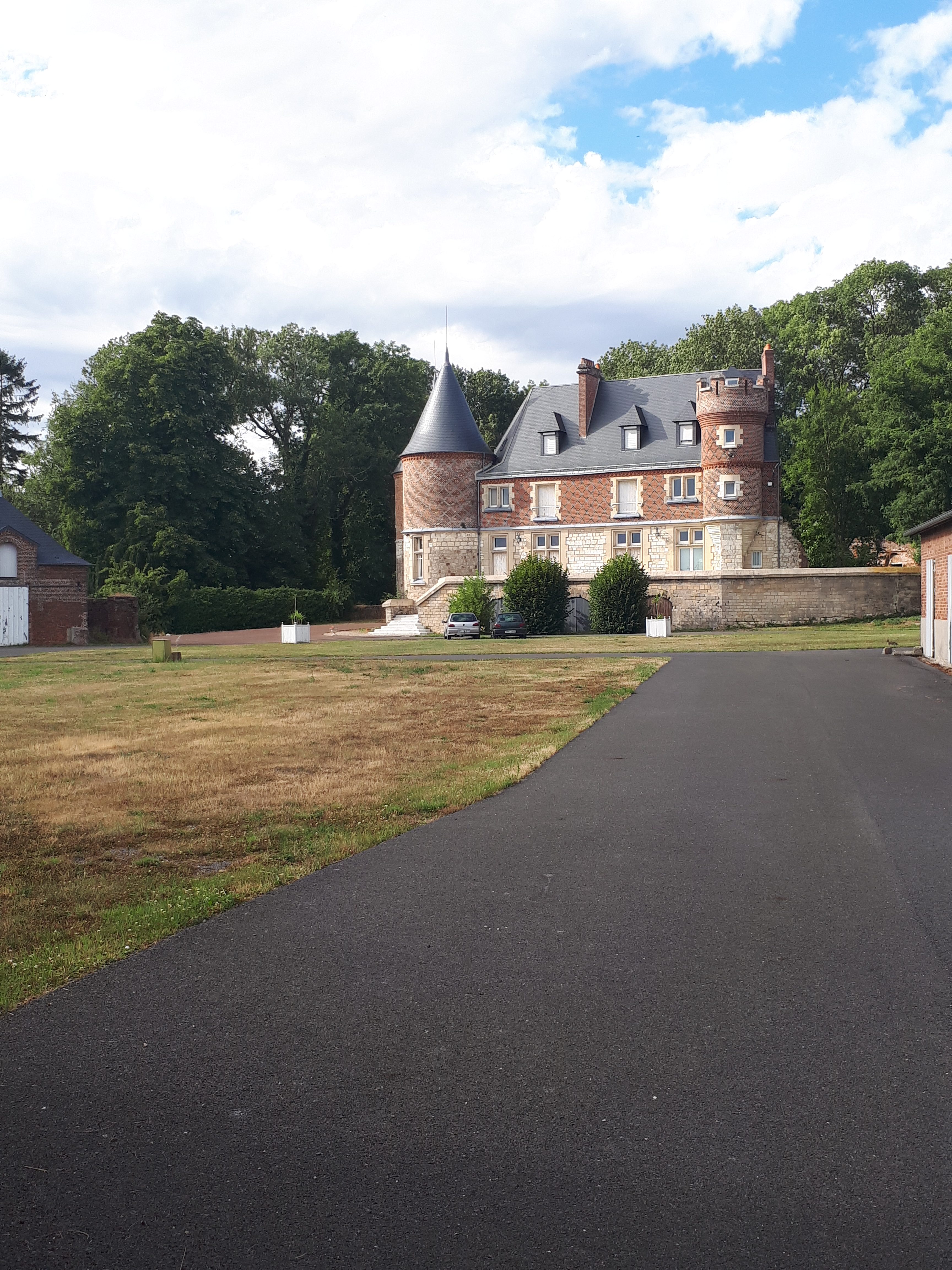
Schloss
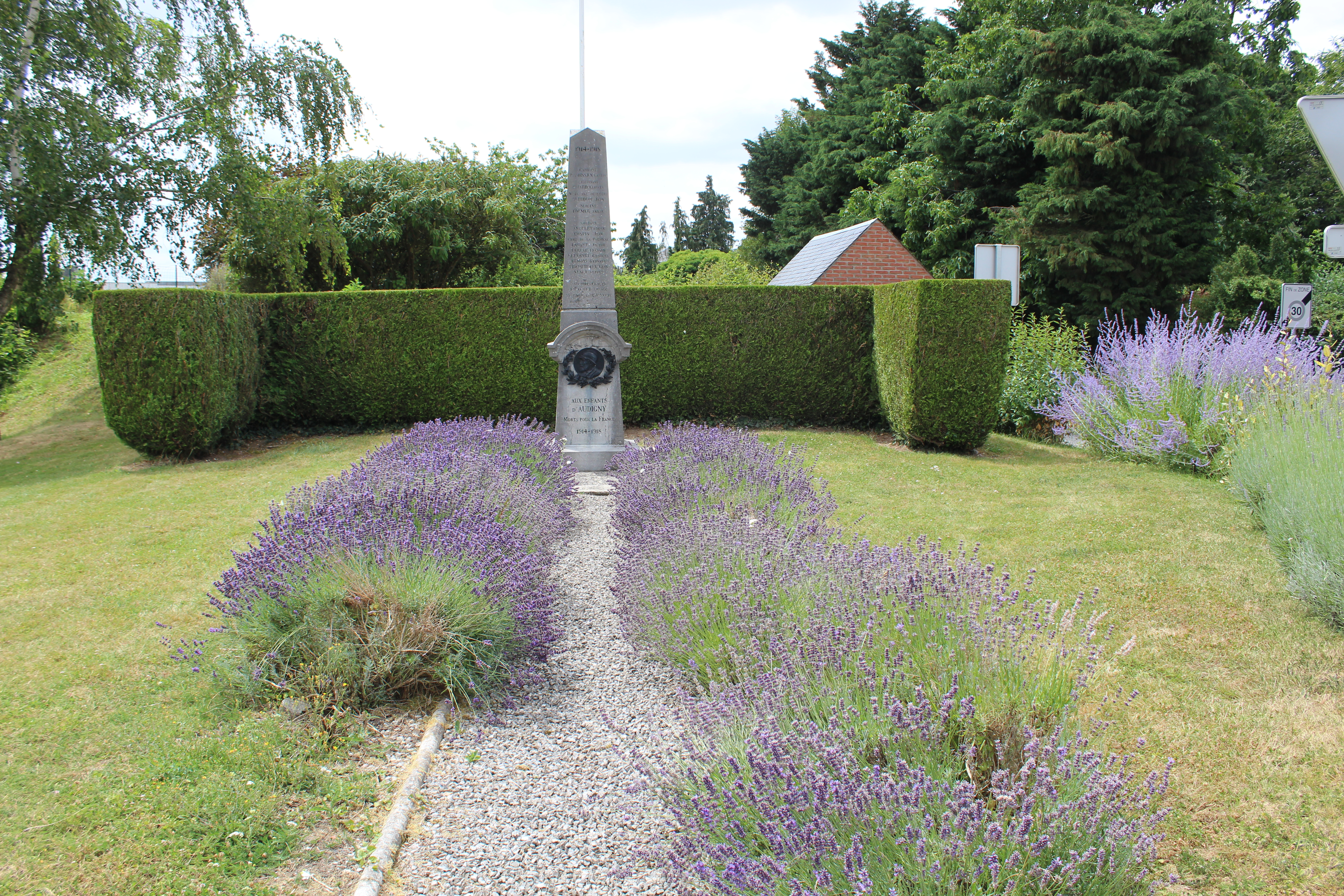
Wasserturm

- Kirche Saint-Pierre-Saint-Paul
- Schloss
- Gefallenendenkmal